# Hialeah Park Race Track
El Hialeah Park Race Track  es un sitio histórico ubicado en Hialeah, Florida. El Hialeah Park Race Track se encuentra inscrito  en el Registro Nacional de Lugares Históricos desde el 5 de marzo de 1979.  

## Ubicación
El Hialeah Park Race Track se encuentra dentro del condado de Miami-Dade en las coordenadas 25°50′31″N 80°16′27″O / 25.841944, -80.274167.